# Zenophassus schamyl
Zenophassus schamyl är en fjärilsart som beskrevs av Hugo Theodor Christoph 1888. Zenophassus schamyl ingår i släktet Zenophassus och familjen rotfjärilar. Inga underarter finns listade i Catalogue of Life.